# Schloss Stein (Fehring)

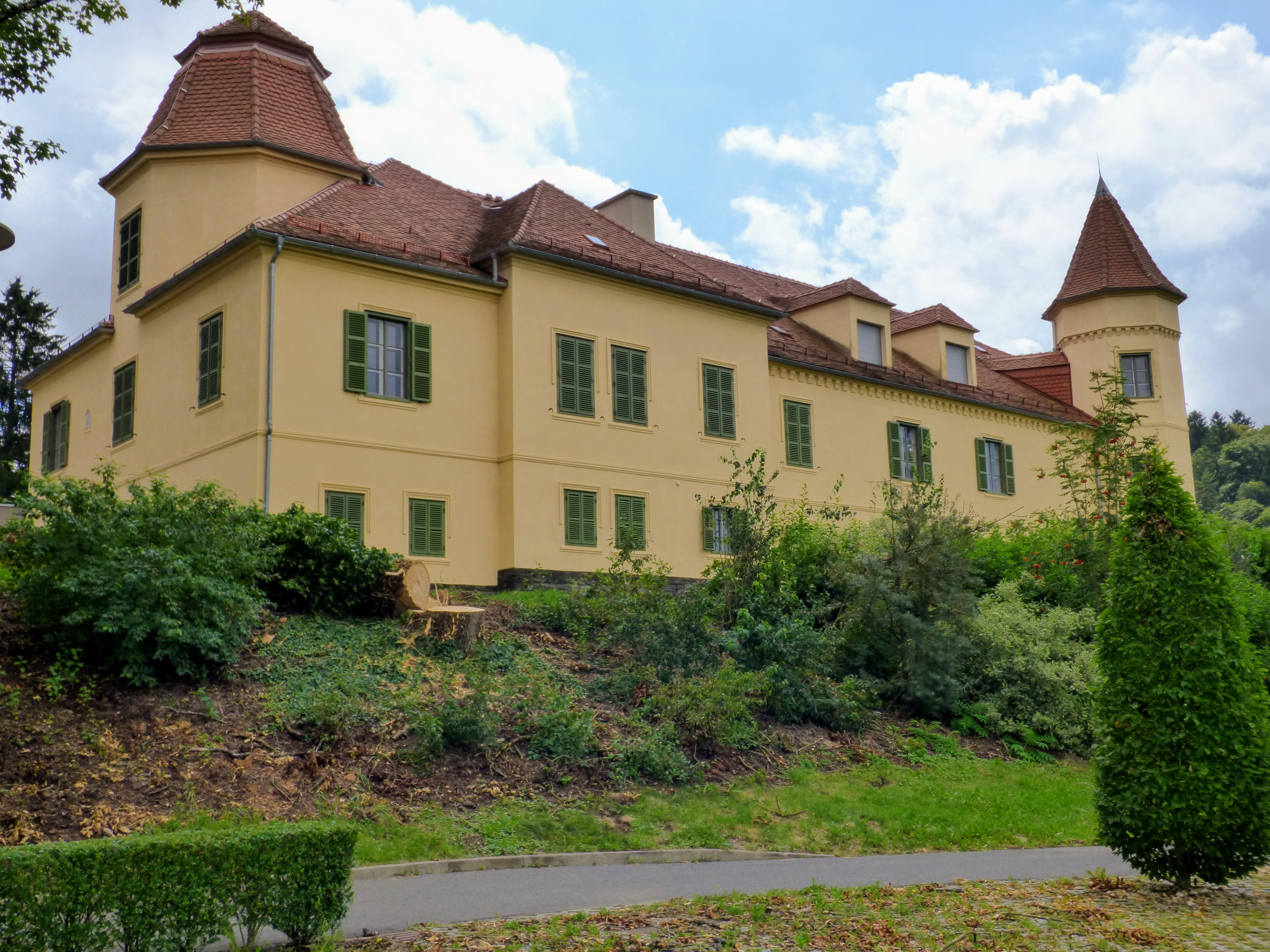
Schloss von Nordwesten

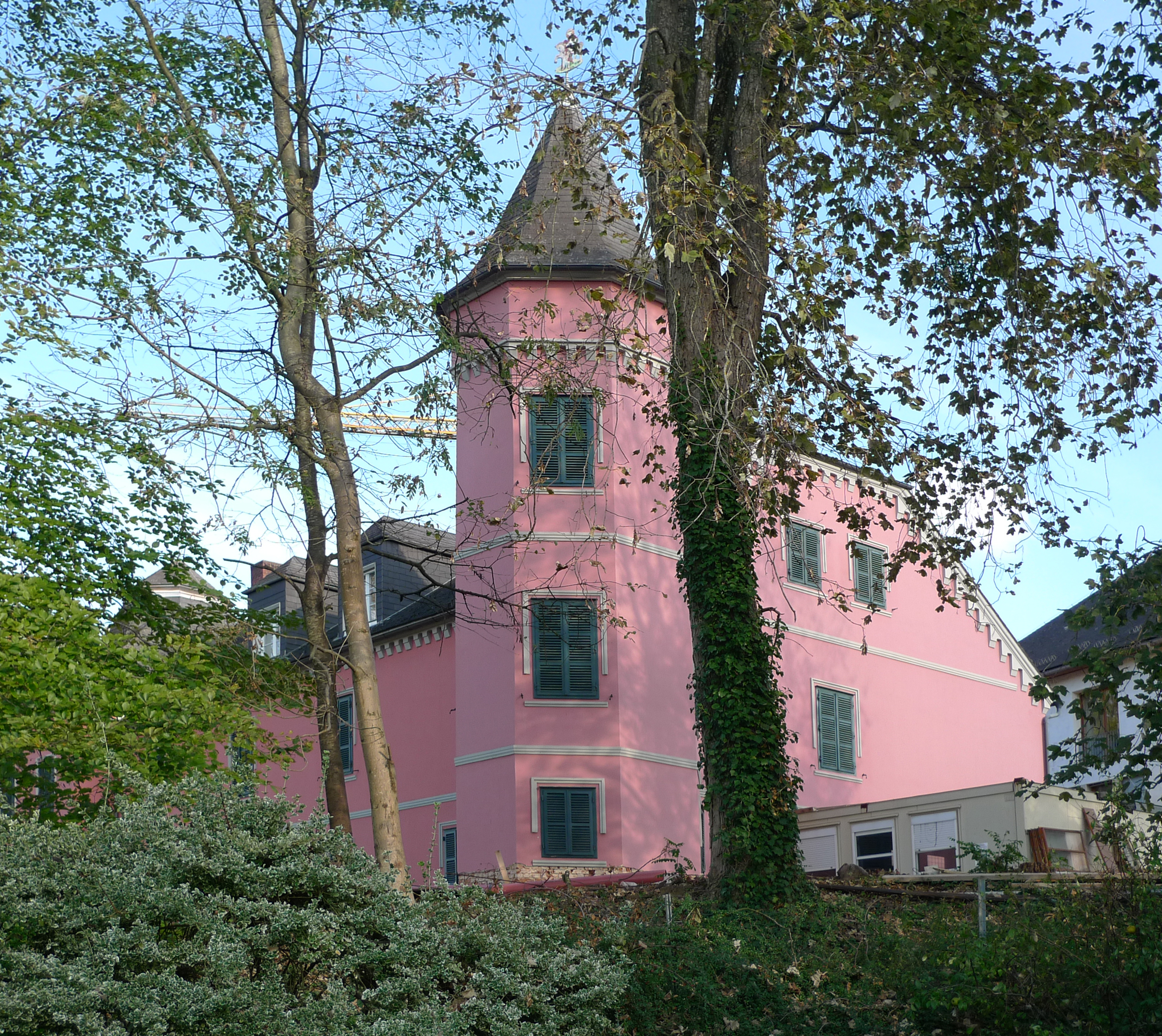
Schloss von Südwesten

Das Schloss Stein ist eine Schlossanlage in Petzelsdorf bei Fehring im Thermenland in der Oststeiermark. Sie beherbergt heute eine Fachschule.

## Geschichte
Das ursprüngliche Schloss Stein ist die eigentliche landesfürstliche Burg Schloss am Stein. Sie stand ab 1170 als Hauptburg Fürstenfeld., Von dort aus wurden die Herrschaft über das Gebiet südlich von Fürstenfeld bis Kapfenstein ausgeübt.
Die Herrschaft Stein blieb aber erhalten, und man baute in Fehring das neue Schloss Stein als Herrschaftssitz. Das Gebäude ist zweigeschoßig mit einem acht- und einem sechseckigen Turm sowie Wirtschaftsbauten. Unter Christoph Graf Paar 1776 wurde sie als Verwaltungssitz für seine Güter um Fehring ausgebaut – in diesem Jahr kaufte der Staat das Schloss Stein in Fürstenfeld, und sie wurde Österreichs erste Tabakfabrik. Die Verwaltung hat bis zur Verwaltungsreform 1848 die hohe Gerichtsbarkeit (einschließlich Todesstrafe) ausgeübt.

## Land- und Ernährungswirtschaftliche Fachschule
Heute ist in dem Schloss die Fachschule für Land- und Ernährungswirtschaft St. Martin untergebracht.